# آلیل ایزوتیوسیانات
آلیل ایزوتیوسیانات (انگلیسی: Allyl isothiocyanate) که به اختصار AITC نامیده می‌شود، یک ترکیب آلی گوگرددار با فرمول شیمیایی CH2CHCH2NCS است. این ماده، یک روغن بی‌بو است که طعم تند و گزندهٔ خردل، ترب، ترب کوهی و واسابی (ترب ژاپنی) را سبب می‌شود. تندی و اشک‌آوری این مادهٔ شیمیایی، از طریق کانال‌های یونی TRPA1 و TRPV1 صورت می‌پذیرد. این ماده اندکی در آب محلول است، اما در بیشتر حلال‌های آلی، به‌خوبی حل می‌شود.

## ساخت و عملکرد زیست شناختی

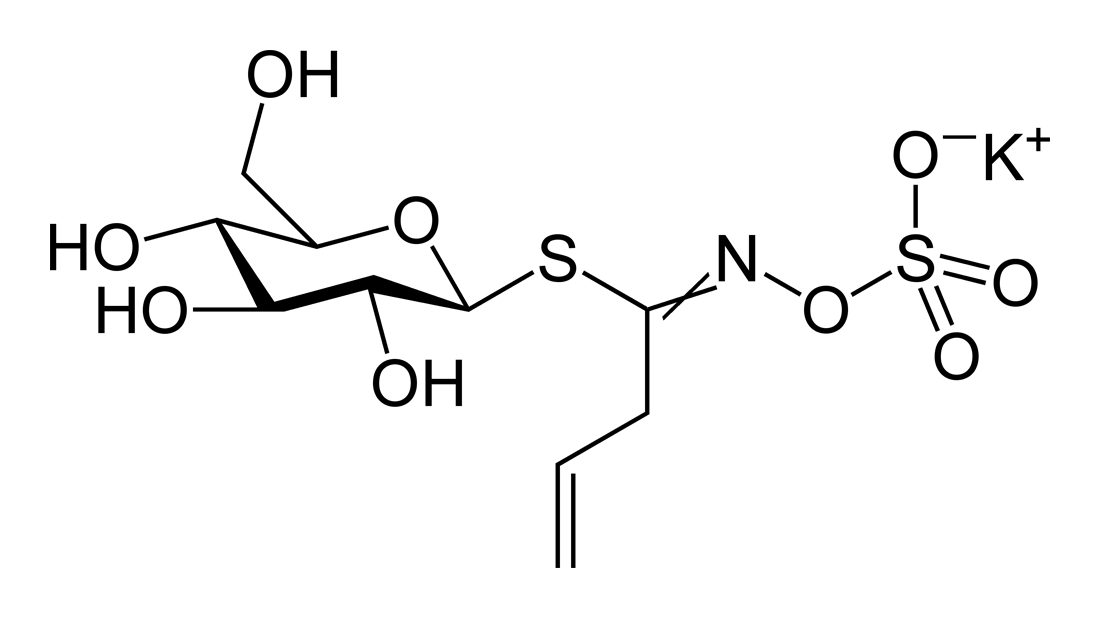
آلیل ایزوتیوسیانات

آلیل ایزوتیوسیانات از دانه‌های خردل سیاه و خردل چینی به‌دست می‌آید. در اثر له‌کردن این دانه‌ها، آنزیمی به‌نام مایروسیناز آزاد می‌شود که با اثر بر سینیگرین که متعلق به خانوادهٔ گلوکوزینولات است، آلیل ایزوتیوسیانات را پدید می‌آورد.
این ماده یک وسیلهٔ دفاعی گیاهان در برابر جانداران گیاه‌خوار است. بدین ترتیب که در بافت گیاهی، به صورت گلوکوزینولات و جدا از آنزیم مایروسیناز ذخیره می‌شود؛ اما هنگامی که جانداری گیاه را می‌جود، با ترکیب ایندو با هم، آلیل ایزوتیوسیانات تولید شده و حیوان را فراری می‌دهد. اخیر ثابت شده که آلیل ایزوتیوسیانات یک دفع‌کننده قوی برای مورچه آتشین وارداتی قرمز است.

## استفادهٔ تجاری و روزمره
این ماده از طریق تقطیر دانه‌های خردل قابل بازیافت است که به آن «روغن فرار خردل» می‌گویند و حدود ۹۲٪ خلوص دارد و از آن به عنوان طعم‌دهندهٔ غذایی، حشره‌کش، ضد کپک، باکتری‌کش، مادهٔ ضد کرم‌های لوله‌ای و محافظت‌کنندهٔ محصولات کشاورزی استفاده می‌شود.
در اثرِ هیدرولیز آلیل ایزوتیوسیانات، مادهٔ آلیل‌آمین حاصل می‌شود.

## ایمنی
متوسط دوز کشنده (LD50) آلیل ایزوتیوسیانات در حدود ۱۵۱ میلی‌گرم به ازای هر کیلوگرم است و نوعی اشک‌آور طبیعی محسوب می‌شود.

## سرطان‌شناسی
آزمایش‌های درون‌کشتگاهی در مدل‌های حیوانی نشان داده که این ماده خواص خوب محافظت‌کنننده در برابر بروز سرطان دارد.